# Parathyma gitgita
Parathyma gitgita är en fjärilsart som beskrevs av Hans Fruhstorfer 1913. Parathyma gitgita ingår i släktet Parathyma och familjen praktfjärilar. Inga underarter finns listade i Catalogue of Life.